# Christian Jähn
Christian Jähn (* 7. März 1804 in Sooden im Werra-Meißner-Kreis; † 14. November 1884 ebenda) war ein deutscher Bürgermeister und Mitglied der kurhessischen Ständeversammlung.

## Leben
Christian Jähn war von Beruf als Sieder tätig und in seiner Heimatgemeinde Bürgermeister, als er in dieser Funktion im März 1848 ein Mandat für die kurhessische Ständeversammlung erhielt, gewählt im Wahlkreis Witzenhausen (Land).
Jähn blieb bis 1849 (11. Landtag) in dem Parlament. 